# Stefan Rowecki
Stefan Paweł Rowecki, även känd som Grot (pilspets), född 25 december 1895 i Piotrków Trybunalski, död 2 augusti 1944 i Sachsenhausen i Tyskland, var befälhavare för Polens motståndsarmé Armia Krajowa från 1939 fram till dess att han greps 1943.
Stefan Rowecki dog i koncentrationslägret Sachsenhausen. Han placerades i en speciell barack, kallad Zellenbau, för högt uppsatta politiska fångar. Här satt han tillsammans med förbundskanslern i Österrike, Kurt von Schuschnigg, premiärministern i Frankrike Édouard Daladier och ukrainska nationalistledaren Stepan Bandera. Efter Roweckis gripande tog Tadeusz Bór-Komorowski över som befälhavare för Hemmaarmén fram till dess att han tillfångatogs i september 1944 varefter Leopold Okulicki tog över under dess sista dagar.

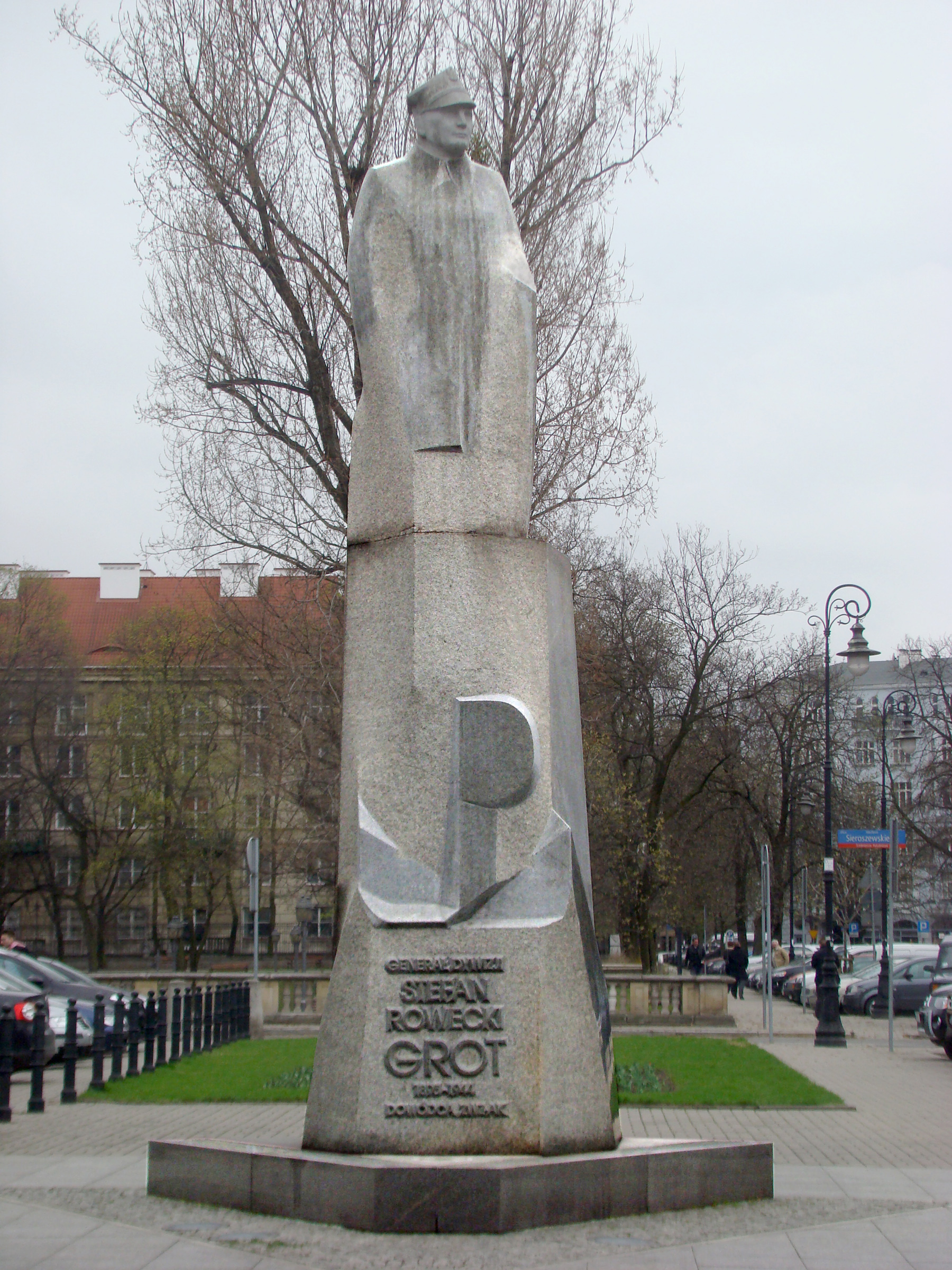
Staty i Warszawa.

År 2005 avtäcktes en staty över general Stefan Rowecki i Warszawa; även en bro i staden är uppkallad efter honom.